# Szudán zászlaja
Szudán zászlajában a vörös szín a küzdelem és a szudáni, illetve az összes arab mártír szimbóluma. A fehér a béke, az optimizmus, a fény és a szeretet színe. A fekete szín Szudánt és a Mahdi-forradalmat képviseli, amikor fekete zászlót használtak. A zöld az iszlám prosperitás és a mezőgazdaság színe.